# Pseudohydromys carlae
Pseudohydromys carlae  (Helgen & Helgen, 2009) è un roditore della famiglia dei Muridi endemico della Nuova Guinea.

## Descrizione

### Dimensioni
Roditore di piccole dimensioni, con la lunghezza della testa e del corpo tra 89 e 103 mm, la lunghezza della coda tra 84 e 92 mm, la lunghezza del piede tra 21 e 22 mm, la lunghezza delle orecchie tra 9 e 12 mm e un peso fino a 15 g.

### Aspetto
La pelliccia è soffice e densa. Il colore generale del corpo è grigio fumo. Le orecchie e il dorso delle zampe sono più chiari. La coda è più corta lunga della testa e del corpo, è uniformemente chiara, finemente ricoperta di piccoli peli e rivestita da 15-17 anelli di scaglie per centimetro.

## Biologia

### Comportamento
È una specie terricola.

## Distribuzione e habitat
Questa specie è diffusa nella Penisola di Huon, Papua Nuova Guinea nord-orientale.
Vive nelle foreste muschiose montane tra 2.560 e 3.000 metri di altitudine.

## Conservazione
Questa specie, essendo stata scoperta solo recentemente, non è stata sottoposta ancora a nessun criterio di conservazione.